# أحمد طنطاوي
أحمد محمد رمضان الطنطاوي (25 يوليو 1979-) والمعروف باسم أحمد الطنطاوي، هو سياسي وصحفي مصري. شغل عضوية مجلس النواب المصري عن دائرة دسوق وقلين بمحافظة كفر الشيخ في الفترة بين 2015 و2020 حيث كان أحد أعضاء «تكتل 25/30» البرلماني. كان أيضا عضواً مؤسساً بحزب الكرامة الناصري وصحفيا في جريدة الكرامة.
أعلن عام 2023، عزمه الترشح لانتخابات الرئاسة المصرية.

## السيرة
ولد أحمد الطنطاوي في 25 يوليو 1979 بمركز قلين التابع لمحافظة كفر الشيخ. حاصل على بكالوريوس في التجارة تخصص محاسبة من جامعة المنصورة، ثم حصل على دبلوم إدارة نظم المعلومات من الأكاديمية العربية للعلوم والتكنولوجيا، كما حصل على دبلوم الدراسات العليا في العلوم السياسية من جامعة القاهرة عام 2008، وعلى الماجستير في العلوم السياسية عام 2013.
دخل ميدان السياسة كعضو مؤسس ببحزب الكرامة عام 2005، ويُعد من الجيل الثاني لحزب الكرامة الناصري، وأصبح أمين الحزب بقلين عام 2009، ثم عضو المكتب السياسي للحزب عام 2012، حتى استقالته في مارس 2014، ولم يعلن بشكل رسمي عن سبب الاستقالة، إلا أنه صرح إلى بعض المقربين وفقا لـ«إضاءات» بأن السبب كان رفضه لمشاركة حمدين صباحي كمرشح للرئاسة أمام عبد الفتاح السيسي، معتبرًا هذا مجرد «مسرحية»، وأن صباحي بهذا يشارك في «ترسيخ الحكم العسكري في البلاد»، ويدّعي الطنطاوي أنه واجه صباحي بهذا الرأي.
زاول الطنطاوي أيضًا العمل الصحفي حيث كتب في جريدة الكرامة وتولى القسم السياسي فيها حتى سنة 2012، تولى كذلك منصب نائب رئيس تحرير جريدة «الدولة اليوم» عام 2010، كما عمل في المجال الإعلامي عن طريق تقديم وإعداد برنامجي «حصاد الأسبوع» و«آخر خبر» عام 2010، وبرنامجي «منبر درة» و«رؤية وحوار» عام 2011، وله العديد من الحلقات السياسية للإذاعة المصرية.

## المسيرة السياسية
في أبريل 2019، وبعد مرور التعديلات الدستورية، دعا المرشح الرئاسي الأسبق أيمن نور 100 شخصية مصرية في الداخل والخارج لبدء حوار وطني بهدف «إنقاذ مصر وتشكيل بديل وطني مقبول داخليًا وخارجيًا»، بحسب وصفه. وأوضح نور أن الدعوة لا تعني تشكيل تحالف سياسي أو كيان موحد للمعارضة، مضيفًا «بل تدعو الشخصيات الوطنية إلى حوار في أقرب وقت، دون أي شروط مسبقة». وقد كان طنطاوي أحد تلك الشخصيات التي وجه لها نور الدعوة. وفي 26 مايو، كشف رئيس حزب الدستور علاء الخيام عن تحركات بدأت منذ نحو أسبوعين يقودها أحمد طنطاوي لبناء جبهة وطنية واسعة لتأخذ شكل تحالف سياسي وانتخابي «لإنقاذ المسار السياسي وتصحيح الأوضاع القائمة بمصر»، وقال الخيام أن حزبه «مؤيد وداعم لها بقوة، وقد جاءت في التوقيت المناسب». وفي حوار لطنطاوي مع «المشهد» في 18 مايو قال:«هناك الكثير من التحركات الآن من أجل بناء جبهة وطنية واسعة تعبر عن الرغبة في التغيير»، وذكر أن «المشهد مطلوب فيه كل النواب المستعدين أن يتخذوا مواقف من هذا النوع سواء من تكتل 25- 30 أو غيره، والأحزاب التي لها مواقف جادة ومستعدة للدفاع عن مواقفها، مع ملاحظة أن ثمن هذا الأمر قد لا يكون هينا في ظل هذه الظروف، كذلك أرى ضرورة وجود شباب الثورة الذين مازالوا قابضين على الحلم، والشباب المسيس والمثقف الذي لم يدخل في تجارب سياسية وحزبية، أو الذي دفعه الإحباط أو تكرار فشل هذه التجارب فالآن وقته ودوره، وبالطبع ضرورة وجود المثقفين وأصحاب الرأى والكتاب أيضاً، وأنا لا أذيع سراً إذا قلت إن أنا وغيري نفكر جدياً في ذلك ونعمل على ترجمته لإجراءات عملية، والشكل الذي يجب أن نصل إليه هو تحالف سياسي وانتخابي للمؤمنيين بإنقاذ المسار السياسي فالأهم الآن هو الحفاظ على مصر وعلى التداول السلمى للسلطة». زعمت بعد ذلك بعض الصحف المصرية مثل الدستور ومبتدأ والفجر نقلا عن «مصادر مطلعة» أن أحمد طنطاوي «يقوم بتفتيت صفوف المعارضة بدلًا من توحيدها، وتسبب في خلافات كبيرة بسبب تبنيه ودفاعه ومساعيه لتنفيذ مبادرة الهارب أيمن نور بإنشاء كيان سياسي موحد»، وقد نفى ذلك أيمن نور قائلا: «النائب أحمد طنطاوي لم يتواصل معي رغم أن هذا يشرفني»، وتساءل عن سبب «انطلاق الأبواق الإعلامية التي تديرها مخابرات السيسي» في هذا التوقيت للربط بين دعوته وبين تحركات أحمد طنطاوي والحركة المدنية. ويرى مهند العربي في مقال في عربي21 أن الإعلام المصري بدأ «تشويه هذه المبادرة ومهاجمتها مبكرًا، وربطها بأيمن نور تارة وبالإخوان تارة أخرى، في محاولة لإجهاضها مبكرًا وتخويف المعارضة بالداخل من التجاوب معها حتى تلحق بالتجارب السابقة ولا يتم تحقيق أهدافها على أرض الواقع»، واتفق مع ذلك كل من هيثم الحريري -الذي أكد أنها مبادرة «نابعة من الداخل تماما دون مشاركة أي طرف من خارج مصر» - ومجدي حمدان والمحلل السياسي قطب العربي.
في يونيو 2019، أعلنت وزارة الداخلية المصرية في بيان لها أنها ألقت القبض على بعض «القيادات والعناصر» بتهمة إدارة شركات «تابعة لجماعة الإخوان المسلمين» والاشتراك في التخطيط مع قيادات تقيم بالخارج «من أجل إسقاط مؤسسات الدولة»، تزامنا مع الاحتفالات بذكرى 30 يونيو. وقد كان من بين من تم إلقاء القبض عليهم مدير مكتب النائب أحمد طنطاوي، وبعد ساعات من القبض على مدير مكتب طنطاوي، تداولت العديد من الصحف والمواقع الإخبارية المصرية خبرًا عن بلاغ مقدم للنائب العام المصري يطالب برفع الحصانة عن طنطاوي لتورط مدير مكتبه في العمل في "خلية إرهابية". وربط معلقون مصريون بين القبض على مدير مكتب طنطاوي ومواقف الأخير المعارضة، لاسيما رفضه للتعديلات الدستورية الأخيرة. وتم وصف المحامين مقدمي البلاغات ضد طنطاوي بأنهم محسوبون على النظام المصري. وأدان تكتل 25\30 ما اعتبره «ذبح الحياة السياسية في البلاد، والحملة الجارية لتصفية النائب أحمد الطنطاوي».
في أكتوبر 2019، انتقد طنطاوي تصريح الرئيس السيسي الذي أرجع فيه فشل مفاوضات سد النهضة الإثيوبي إلى ثورة 25 يناير، قائلًا أن «الثورة لم تحكم». وفي نوفمبر من نفس العام، طرح طنطاوي مبادرة سياسية حمّلت عنوان «رؤية متكاملة للإصلاح تمثل مدخلًا للانطلاق نحو عصر جديد للعلاقة بين السلطة والمواطن»، دعا فيها لتشكيل لجان برلمانية للعدول عن التعديلات الدستورية الأخيرة ودعا السيسي إلى إجراء انتخابات رئاسية مبكرة عام 2022، والالتزام بوعده بعدم الاستمرار في السلطة لأكثر من مدتين، محذرًا من لجوء السلطة للعنف إزاء أي مبادرة سياسية تستهدف امتصاص حالة الغضب الجماهيري، وفقًا لتعبيره.

## المواقف السياسية

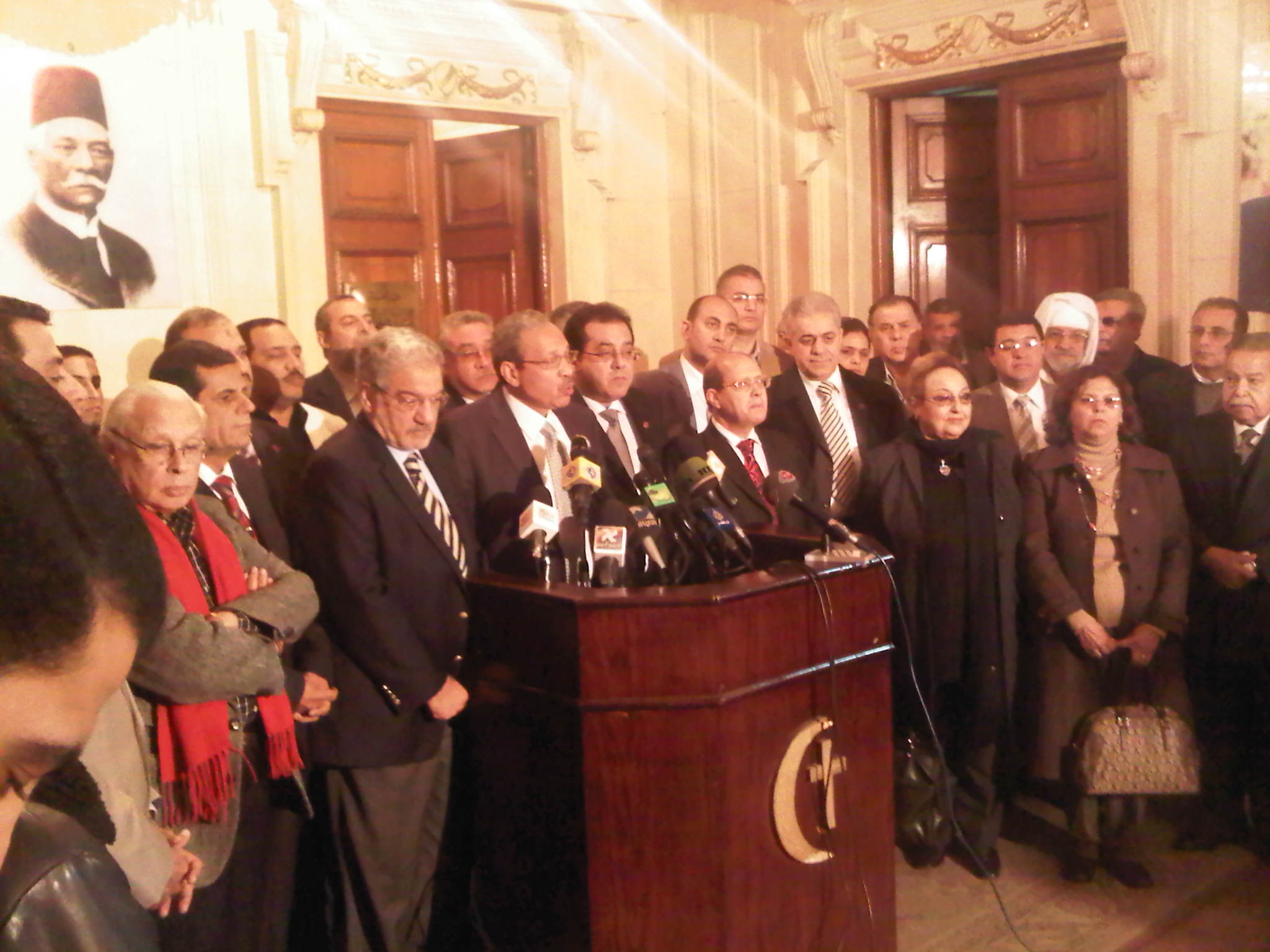
أحمد طنطاوي يقف أسفل صورة سعد زغلول في اجتماع قيادات المعارضة للإعلان عن البرلمان الشعبي من مقر حزب الوفد في 16 يناير 2011.

شارك طنطاوي في ثورة 25 يناير 2011، ودعم ترشح حمدين صباحي لرئاسة الجمهورية 2012، وعارض محمد مرسي ودعا للتصويت بـ «لا» على دستور 2013، كما عارض الإعلان الدستوري المكمل الذي أصدره مُرسي، ومن ثم شارك في مظاهرات 30 يونيو 2013، ثم عارض ترشح الرئيس السيسي لرئاسة الجمهورية. وقد علق على انتخابات رئاسة الجمهورية سنة 2018 قائلا: «مشهد انتخابي بائس، لا يترتب عليه إحساس أن الناس راضية عن السنوات الأربعة الماضية، لا تحمل من صفة الانتخابات الكثير سوى اسمها وهي استفتاء، ولا أرى أي سبب لتخويف وترهيب الناس للمشاركة في الانتخابات، كان هناك انتخابات مصرية تعددية وتنافسية أقبل عليها الشعب المصري لشعورهم بأن لصوتهم قيمة».

### قضية تيران وصنافير
كان من الرافضين لقانون السلطة القضائية الذي اعتمد في أبريل 2017، وأشار إلى أن القانون قُصد منه استبعاد يحيى الدكروري، القاضي بمصرية جزيرتي تيران وصنافير، من رئاسة مجلس الدولة، وقوبل بترحاب في أروقة قضاء مجلس الدولة. كما عارض طنطاوي الاتفاقية واتهم الحكومة بعدم احترام الدستور في إقرار الاتفاقية، كما اتهم النواب بـ «خيانة ناخبيهم بالتنازل عن أرض مصرية».

### التعديلات الدستورية
في فبراير 2019، انتقد طنطاوي التعديلات الدستورية المقترحة في مجلس النواب والتي وافق عليها أغلب الأعضاء، وقال طنطاوي: «قناعاتي الشخصية الراسخة المستقرة تجعلني أقول إن ما يحدث باطل دستوريًا طبقا لموضعين في المادة 226 من الدستور، وليس من حق البرلمان أن يعدل مدد الرئاسة إلا بمزيد من الضمانات، ولا يستحدث مادة جديدة لأنها تفقد ثقة العموم والتجرد»، ووصف التعديلات بأنها «عودة لأسوأ مما كان الوضع عليه قبل 25 يناير» وأنها «عودة للقرون الوسطى»، كما انتقد قصر الوقت الذي تم تخصيصه لمناقشة التعديلات. وحظيت كلمة الطنطاوي بإشادة من قبل رواد التواصل الاجتماعي، ومن بينهم محمد البرادعي نائب رئيس الجمهورية الأسبق، والكاتب سليم عزوز.
في أبريل 2019، وافق مجلس النواب على التعديلات الدستورية، بأغلبية 531 نائبًا من إجمالى 554 نائب، وكان الطنطاوي من بين 22 نائب رفضوا التعديلات. وذكر الطنطاوي أثناء إحدى المناقشات بالبرلمان أن التعديلات تضمنت «نص خطير وخبيث جدًا» يسمح بتمديد مدة الرئيس حتى عام 2024 حيث انتهاء مهلة الإشراف القضائي على الانتخابات، متابعًا «ونرجع بقا لزمن الانتخابات الجميلة التي لا تزال عالقة بأذهان المصريين ولم نتجاوزها». وقال الطنطاوي إن «حكم المحكمة الدستورية في 2014 بأنه لا يجوز لسلطة يخلقها الدستور أن تخلق هي الدستور»، منتقداً ما اعتبره «تعديلات دستورية لصالح شخص واحد»، وقال: «رغم تقديري لمشاعر النواب التي أبدوها في حب الرئيس إلا أنني لا أرى خطورة على الدولة المصرية باختفاء أي شخص» وقال أنه في حين أنه يحترم آراء مؤيدي الرئيس والراضين عن أدائه إلا أنه «لا يحب الرئيس ولا يثق في أدائه».
أدى ذلك إلى تقدم العديد من المحامين ببلاغات ضد طنطاوي، حيث تقدم المحامي محمد سالم ببلاغ للنائب العام ضد الطنطاوي بتهمة "إهانة رئيس الجمهورية" و"العمل على تحقيق أهداف جماعة إرهابية وقنوات فضائية معادية" واعتبر صاحب البلاغ أن رأي الطنطاوي ينطوي على "جريمة وإهانة لرمز الدولة" و"هجوم على الدولة المصرية ورمزها رئيس الجمهورية الذي هو محل ثقة واعتبار الشعب المصري الذي انتخبه بالملايين وفوضوه في محاربة الإرهاب وحاز على ثقة قادة الدول الكبرى والعالم أجمع". كما تقدم المحامي طارق محمود -المعروف بكثرة بلاغاته ضد المعارضين- ببلاغ آخر، متهما طنطاوي بـ «تعمده نشر بيانات كاذبة من شأنها تكدير الأمن والسلم الاجتماعيين في البلاد، وذلك عن طريق الفيديوهات التي قام بنشرها عبر صفحته الرسمية على موقع التواصل الاجتماعي فيسبوك». وكذلك تقدم سمير صبري، المحامي المثير للجدل، ببلاغ للنائب العام ونيابة أمن الدولة العليا، ضد طنطاوي، واتهمه بـ "إهانة جموع المصريين والتطاول على كل أجهزة الدولة". ووفقا لجريدة «إيلاف» ليبرالية التوجه، بسبب إعلان رفضه للتعديلات الدستورية وعدم ثقته في الرئيس عبد الفتاح السيسي،«أطلق مؤيدو السيسي الحرب» ضد أحمد الطنطاوي، واتهموه بالخيانة والعمالة، وطالبوا بفصله من مجلس النواب والتحقيق معه. ووفقًا للجريدة، تعرض الطنطاوي لهجمات إعلامية اتهمته بـ"العمالة والخيانة"، وقد جاء في بعض العناوين: "أحمد طنطاوي ..الملف القذر لنائب باع وطنه من أجل دولارات الخارج"، و"الطنطاوي يستغل ضعف الحركة الوطنية لتقديم نفسه للخارج"، و""خالف تُعرف"..منهج أحمد طنطاوى داخل البرلمان لإبراز نفسه"، " أحمد الطنطاوي ..الشهرة وإثارة الجدل لا تصنع سياسيًا". ووفقًا للقدس العربي، يرى مراقبون أن البلاغات التي يقدمها محامون ضد رموز المعارضة المصرية ونشطاء سياسيين من بينهم طنطاوي، يستفيد منها نظام الرئيس المصري، حيث يعتبرها «ورقة في جعبته، يمكنه أن يحركها وقتما يحب»، لسجن المعارضين. ووصفت المنظمة الحقوقية السويدية «سكاي لاين الدولية» بلاغات النائب العام في مصر بأنها «العصا السحرية للسلطات المصرية لخنق الأصوات المعارضة»، وأنه يتم «قمع الأصوات المعارضة في مصر من قبل محامين محسوبين على النظام». وقد انتقد رئيس مجلس النواب المصري علي عبد العال البلاغات المقدمة ضد النواب المعارضين بسبب آرائهم الرافضة للتعديلات الدستورية، رافضًا الهجوم الذي تعرضوا له، ووصفها بأنها «بلاغات من أجل الشهرة» و«ترسل رسائل خاطئة للداخل والخارج». ووصف أكرم القصاص في مقال بـ«اليوم السابع» رافعي البلاغات ضد طنطاوي بـ«الباحثين عن الشهرة»، وقال أن «هناك حاجة إلى مواجهة أصحاب البلاغات الفضائية التي تشغل وتنتهي للحفظ، وكل ما تقدمه هو منح الدعاية السلبية فرصة، ويفترض أن يتم التعامل معها بشكل تشريعي يمنع المطاردات التي هدفها الشهرة». ووفقًا لكل من «المنظمة العربية لحقوق الإنسان في بريطانيا» و«وكالة الأناضول» التركية، فقد تصاعد التضامن مع طنطاوي بالتزامن مع اتهامه بـ"إهانة" رئيس البلاد. وقد علق طنطاوي قائلًا:«عندي حساسية أن أتحدث عن هجوم شخصي، قبل حديثي عن الهم الذي أصاب المصريين من الانتكاسة الدستورية، فلا أستطيع أن أرد علي هذه الحملات الممنهجة والمدبرة قبل أن يكون عندي رد فيما يخص المصريين الذين تعرضوا لانتكاسة شديدة لتغيير الوثيقة التي تحكم وتنظم حياتهم». وقد قامت الكاتبة الصحفية والمترجمة حياة الشيمي بعمل حملة توقيعات على بيان للتضامن مع أحمد طنطاوي. وانتقد البيان، الذي وقع عليه مئات من السياسيين والمثقفين وأساتذة الجامعات والحقوقيين والمشتغلين بالعمل العام، ما تعرض له طنطاوي من «حملة تشوية وملاحقة قانونية باطلة جائرة».
اعترض الطنطاوي أيضًا على الكوتة المخصصة للمرأة في التعديلات الدستورية، قائلاً: «الأصل العام إنه لا فرق بين مسلم ولا مسيحي ولا شاب ولا عجوز ولا امرأة»، و«الأًصل في المجالس النيابية هو التقسيم على أساس اتجاهات سياسية، ليس علي أساس التقسيم النوعي والطائفي والعمري، والجغرافي»، واعتبر طنطاوى خلال كلمته في الجلسة العامة لمجلس النواب أن من كتب التعديلات سعى «لدغدغة مشاعر 50% من الناخبين بتخصيص 25% من المقاعد للمرأة». وتناول الطنطاوي بالنقد مادة المحاكمات العسكرية للمدنيين التي لم تعد قاصرة على الاعتداءات المباشرة فقط، وقال «شوية جماهير في ماتش كورة، واحد منهم يخبط الكرسي يتحاكم عسكري علشان عليه جوز عساكر بيحموه». وطلب النائب الإبقاء على النص القائم في الدستور لجميع المواد التي طرحت عليها تعديلات، مع حذف كل المواد المستحدثة. وقال طنطاوي في أحد تصريحاته: «إنّ تمرير التعديلات الدستوريّة يعني أيضاً الاعتراف بإجراءات وسياسات تمّت خلال الأعوام الماضية، كالتنازل عن جزيرتيّ تيران وصنافير لصالح السعوديّة، والاقتراض من صندوق النقد الذي أفقر المصريّين، وفشل المفاوضات في ملف سدّ النهضة الذي سيؤثّر على حصّة مصر المائيّة».
ووصف الطنطاوي الاستفتاء الذي جرى في مصر من 20 لـ22 أبريل 2019 بأنه «الأسوأ في تاريخ مصر»، حيث أن المشهد الذي تم فيه يعتبر «بائسًا»، على حد وصفه، وذكر أن أول يومين يمكن وصفهما بـ«البون والكرتونة» (في إشارةٍ إلى تقارير تحدثت عن توزيع صناديق تموينية على أشخاص مقابل التصويت). وقال الطنطاوي أن الاستفتاء جرى وسط ترهيب و«شراء للأصوات»، وفقًا لوكالة رويترز.

### الاقتصاد
في أبريل 2018، أعرب طنطاوي عن رفضه لقانون زيادة رواتب الوزراء والمحافظين، وذكر أنه يعبر عن وجود «خلل في الأولويات». ويرى طنطاوي أن الفارق بين الحد الأدنى للأجور (1200 جنيهًا)، والحد الأقصى (42 ألف جنيهًا) هو كبير، بالإضافة إلى أنه «لا هذا ولا ذاك يطبق»، و«أن هناك موظفون بالستة أشهر لا يتقاضون أجورهم ومرتباتهم أقل من 700 جنيهاً»، لذا فهم الأولى بالزيادة، وليس الوزراء والسفراء والمحافظين ونوابهم والذين تصل رواتبهم إلى 42 ألف جنيهًا معفية من الضرائب، و«هناك أبواب أخرى يحصلون منها على دخل» وفقًا له. وبخصوص الموازنة العامة، رأى أن الموازنة التي وصلت إلى المجلس غير دستورية بسبب نسب الإنفاق على التعليم والصحة والبحث العلمي، حيث أن النسب قد انخفضت مقارنة بالعام السابق، على الرغم من أن الدستور ينص على وجوب ارتفاع نسبتها لتصل إلى المعدلات العالمية. وفي ديسمبر 2018، ذكر أنه على خلاف مع وزير المالية ومع الحكومة بشكل عام، لأنه غير راض عن أدائها وبرنامجها، وقال: «ما تروج له الحكومة من إصلاح اقتصادي ما هو إلا إصلاح مالي ظالم يدفع ثمنه الفئات الأكثر احتياجًا، حيث إن الإصلاح الحقيقي يأتي من الأطر الدستورية». وذكر طنطاوي أنه على الرغم من صدور قرار بمنع النواب من الحديث عن السياسة النقدية لوسائل الإعلام، إلا أنه «لن يصمت عن إبداء رأيه نتيجة لقرارٍ غير دستوري، لأن إبداء الرأي حق أصيل لكل مصري كفله له الدستور والقانون، وفي حالة أن النائب ينصاع لمثل هذه القرارات فلا يحق له أن يكون ممثلًا للمواطنين». كما عارض طنطاوي قانون الضريبة المضافة وحاول إيقاف إقراره.
في فبراير 2019، ذكر طنطاوي أن تحسين أجور المعلمين هو بيد البرلمان. وفي سياق آخر، طالب طنطاوي الحكومة بسرعة تنفيذ حكم القضاء بشأن أرباب المعاشات، والذي قضى بضم العلاوات الخمس التي حصلوا عليها إلى معاشهم.
في مارس 2019، انتقد النائب طنطاوي حديث وزير المالية محمد معيط خلال الجلسة العامة للبرلمان حول ارتفاع معدلات النمو والعمل على تحسين الأجور، قائلاً: «خطبة عصماء يقولها في المؤتمرات يجيب بها شوية استثمارات»، وبخصوص انخفاض العجز الأولي، قال طنطاوي أن «ما تتعلل به الحكومة في هذا الشأن لم يحدث من خلال حلول حقيقية، وإنما جاء بسبب تثبيت الأجور والمعاشات وخفض الدعم». وواصل طنطاوي انتقاده للحكومة بسبب قضية زيادة الديون، قائلاً: «الديون تتفاقم سنة بعد سنة، وتجاوزت حدود الخطر الاقتصادي، ووصلت لمرحلة تهديد السلم الاجتماعي، والتدخل في سيادة القرار الوطني». ويرى الطنطاوي أن وزير المالية مشغول بالحصول على شهادات اعتماد من المؤسسات الدولية ولا يهتم بالحصول على شهادة اعتماد من المواطن المصري، وأشار إلى أن وزير المالية قد أنفق ما يقرب من 100 مليار جنيهًا بدون الرجوع للبرلمان.
في يونيو 2019، أثناء مناقشة تقرير لجنة الخطة والموازنة بشأن مشروع الموازنة العامة للدولة للسنة المالية 2019/ 2020، أشار طنطاوي إلى تراجع نسب المرتبات ومخصصات التعليم والصحة والدعم والمنح والمزايا الاجتماعية وارتفاع نسبة خدمة الدين إلى الناتج المحلي الإجمالي من واقع أرقام الحكومة مقارنة بالموازنات السابقة، لافتا إلى أن الحكومة لا تستطيع تطبيق الحدين الأدنى والأقصى للأجور. وقال طنطاوي: «الفائض الأولى أكذوبة.. ومشروع الموازنة المعروض هو ترجمة لخطة 2030 وما يُسمى بالإصلاح الاقتصادي، وفي الحقيقة هو إصلاح مالي ظالم». بينما اعترض محمد معيط وزير المالية على وصف طنطاوي للفائض الأولى بالموازنة العامة بـ«أكذوبة»، وطالب بحذفه من المضبطة، مشيرًا إلى أن الحكومة تعمل على خفض نسبة الدين، وأن من المتوقع أن يصل إلى 83% في العام التالي.

### حرية التعبير
طالب طنطاوي السيسي بالإفراج عن جميع الصحفيين المحبوسين في قضايا سياسية بشرط أنهم لم يتورطوا في دماء أو يرتكبوا أعمال عنف أو استولوا على أموال المواطنين، وأشار إلى أن حبس الصحفيين «ملف شائك».
في 2018، انتقد طنطاوي قانون «مكافحة جرائم الإنترنت»، وقال:«هناك هجمة شديدة الآن على حرية الرأى والتعبير، وهناك 465 موقعًا إخباريًا تم حجبها خلال 10 أشهر الأخيرة»، مشيراً إلى أنه من غير المعلوم سبب الحجب، وأنه كان من الواجب منح أصحاب المواقع حق الطعن على القرار.

### انتخابات 2020 البرلمانية
ترشح النائب أحمد الطنطاوي مجددًا عن نفس الدائرة التي شغلها مُسبَقًا وبالفعل فاز في المرحلة التمهيدية وحصل على المركز الأول في الدائرة، ولكن في دورة الإعادة، أُعلنت النتيجة بسقوط النائب وعدم حصوله على شيء ورغم تقديم النائب لأوراق تثبت أحقيته بالفوز بالمقعد إلا أنه لم يكن له إذن صاغية وبدء النائب في عملية الطعن على النتائج فورَ صدور النتيجة.

## ترشحه لرئاسة الجمهورية 2023
أعلن البرلماني السابق أحمد الطنطاوي قُبيل عودته لمصر من رحلة دراسة بلبنان في مارس 2023، نيته الترشح لانتخابات الرئاسية قائلًا: «وحشتوني ووحشني وطني الذي لم يغادر عقلي وروحي ووجداني لحظة واحدة، وأعود إليه بإذن الله يوم 6 مايو ... لأقوم بواجبي في تقديم البديل المدني الديموقراطي الذي تحتاج إليه مصر ويقدر عليه شعبها العظيم».

### تضييقات أمنية
قبل أيام من عودته لمصر، شنت السلطات المصرية حملة إعتقالات شملت أقارب وأنصار أحمد طنطاوي، حيث أكد الأخير اعتقال عمه وخاله وعدد من أصدقائه بتهمة "الانضمام لجماعة إرهابية وحيازة منشورات". الأمر الذي أدانه كل من حزب الدستور والحركة المدنية الديمقراطية التي قالت إنها «سوف تعيد التفكير في المشاركة في الحوار الوطني الذي دعى إليه الرئيس عبد الفتاح السيسي».
استمرت حملة الاعتقالات عقب إعلان الطنطاوي رسميا ترشحه للرئاسة وتكوينه لفريقٍ من المتطوعين في حملته الإنتخابية حيث رصدت المبادرة المصرية للحقوق الشخصية في 26 سبتمبر 2023 ارتفاع عدد المحبوسين من أعضاء حملة الطنطاوي إلى 73 من بينهم أربعة محامين وقالت المبادرة: «إن الهجمة الأمنية التي يقودها قطاع الأمن الوطني بمباركة نيابة أمن الدولة العليا ضد المتطوعين في حملة المرشح الرئاسي المحتمل والنائب السابق أحمد الطنطاوي لم تتوقف خلال الأسابيع الماضية».

### جمع التوكيلات
في 25 سبتمبر 2023، أعلنت الهيئة الوطنية للانتخابات عن إجراء الإنتخابات الرئاسية، وحددت فتح باب الترشحات من يوم 5 أكتوبر 2023 وحتى يوم 14 من الشهر ذاته. وحتى هذا التاريخ فعلى المترشحين جمع التوكيلات المطلوبة لقبول أوراق ترشحهم. فقد اختار الطنطاوي جمع 25 ألف توكيل من عموم المواطنين المصريين ورفض الحصول على توكيلات من نواب البرلمان. بيد أن بعض أنصار طنطاوي تفاجؤا إما بـ«منعهم» أو «عرقلتهم» عن القيام بتوكيلات لمرشحهم وهو ما أدانته حملة أحمد طنطاوي واعتبرتها نوع من انواع «الإنتهاكات». تلى ذلك قراراً من الطنطاوي بتعليق حملته الانتخابية 48 ساعة احتجاجًا على منع مؤيديه من تحرير توكيلات.

### موقفه من «عودة الإخوان»
اتهمت صحف ووسائل إعلام مصرية مقربة من نظام الرئيس السيسي، المرشح الرئاسي المحتمل، أحمد الطنطاوي بالسعي نحو عودة جماعة الإخوان المسلمين المصنفة جماعة "إرهابية" ومحظورة حاليًا في مصر للحياة السياسية وأن أنصار الجماعة يدعمون طنطاوي في السباق الإنتخابي.
رد أحمد الطنطاوي على جميع هذه الإدعاءات في حوار له مع منصة «المنصة»، مؤكدًا أنه «لا يعلم أشكال الدعم التي تقدمها له جماعة الإخوان وأنه لا يحاسب عن من يؤيده ولا يكره أن يؤيده جميع المصريين».
وفي رده على ما قيل إنه «دعا لعودة الإخوان للمشهد السياسي» قال الطنطاوي: «أنا مع الدستور والقانون الذي لا يسمح للرئيس بأن يصطفي أحدا أو أن يقصي أحدا .. والدستور والقانون رسموا بشكل محدد الأشكال التنظيمية المسموح بها». كما بين أن الرئيس لا شأن له في النظر في عمل الأحزاب وأن ذلك من إختصاص المحكمة الدستورية ولجنة شؤون الأحزاب مشددًا على أن «رئيس الجمهورية لن يكون له رأي في ما لا يدخل في إختصاصه».

### الانسحاب من السباق الرئاسي
نتيجة التضييقات التي تعرضت لها حملته وأنصاره خلال جمع التوكيلات، أعلن أحمد الطنطاوي قبل ساعات من إعلان الهيئة الوطنية للانتخابات إغلاق باب الترشحات، إنسحابه من السباق الرئاسي بعد عجزه عن جمع التوكيلات المطلوبة للترشح للرئاسة معللا السبب بمنع انصاره أو عرقتلهم من عمل توكيلات وأن أعضاء حملته وأسرته قد منعوا أيضًا من تحرير توكيلًا له.

### الاعتقال
بعد انسحابه من السباق الرئاسي وإعلانه احالت السلطات الأمنية أحمد الطنطاوي الى المحاكمة وأعضاء حملته الذي تم القبض عليهم في فترة جمع التوكيلات وتمت إحالتهُ و22 من المعتقلين إلى المحكمة الجنائية ووجهت لهم تهم بـ «التزوير».
أخلي سبيله يوم 29/5/2025 علي ذمة قضيته وحالياً ممنوع من السفر بعد أن إنتهت فترة عقوبته وبعد أن أستدعي للتحقيق في قضية جديدة ولكن أثبتت براءته.

## الحياة الشخصية
تزوج طنطاوي عام 2005، وهو أبٌ لثلاث بنات هم «جنة الرحمة» التي ولدت في 2006، و«رقية» في 2010، و«ريم» في 2015.
أسس سنة 2005 مع آخرين جمعية «الحلم العربي» الخيرية، التي عملت في المجال الخيري في مركز قلين بمحافظة كفر الشيخ، وعملت على دعم المحتاجين والأيتام.